# Anis-Labkraut
Das Anis-Labkraut (Galium verrucosum), auch Warzenfrüchtiges Labkraut genannt, gehört innerhalb der Familie der Rötegewächse (Rubiaceae) zur Gattung der Labkräuter (Galium).

## Beschreibung
Das Anis-Labkraut ist ein 5 bis 20 Zentimeter hoher, von der Basis an verzweigter Therophyt. Der Stängel ist rau. Die Blätter sind 0,5 bis 1,5 Zentimeter lang und 1,5 bis 5 Millimeter breit. Sie sind durch vorwärts gerichtete Stacheln am Rand rau, und sie stehen in fünf- bis sechszähligen Wirteln.
Blütezeit erstreckt sich von Juni bis Juli. Die Teilblütenstände sind ein- bis dreiblütig, kürzer als der Blattquirl, und nach der Blüte abwärts gebogen. Die Blütenkrone ist gelblichweiß bis weiß, und sie hat einen Durchmesser von 2 bis 2,5 Millimetern. Die Früchte sind 0,5 bis 0,6 Zentimeter lang und dicht mit weißen, blasigen Warzen besetzt. Die Fruchtstiele sind herabgekrümmt.
Die Chromosomenzahl beträgt 2n = 22 oder 44.

## Verbreitung und Standorte in Mitteleuropa
Das Hauptverbreitungsgebiet des Anis-Labkrautes erstreckt sich vom Mittelmeergebiet bis nach Vorderasien. Es wächst häufig in Getreidefeldern, seltener auf Brachen und in Ödland. Vereinzelt kommt es in Sachsen und Brandenburg sowie am Alpenfuß, wie beispielsweise der Bergamasker Alpen vor. Häufig kommt die Art auf lockeren und trotzdem tonigen oder tonig-sandigen Böden in klimabegünstigten Gegenden vor. Es ist wohl einen Charakterart der Klasse Secalietea.